# Przywidz
Przywidz (deutsch: Mariensee, kaschubisch: Przëwidz) ist ein Dorf und Sitz der gleichnamigen Landgemeinde im Powiat Gdański der polnischen Woiwodschaft Pommern. 

## Geographische Lage

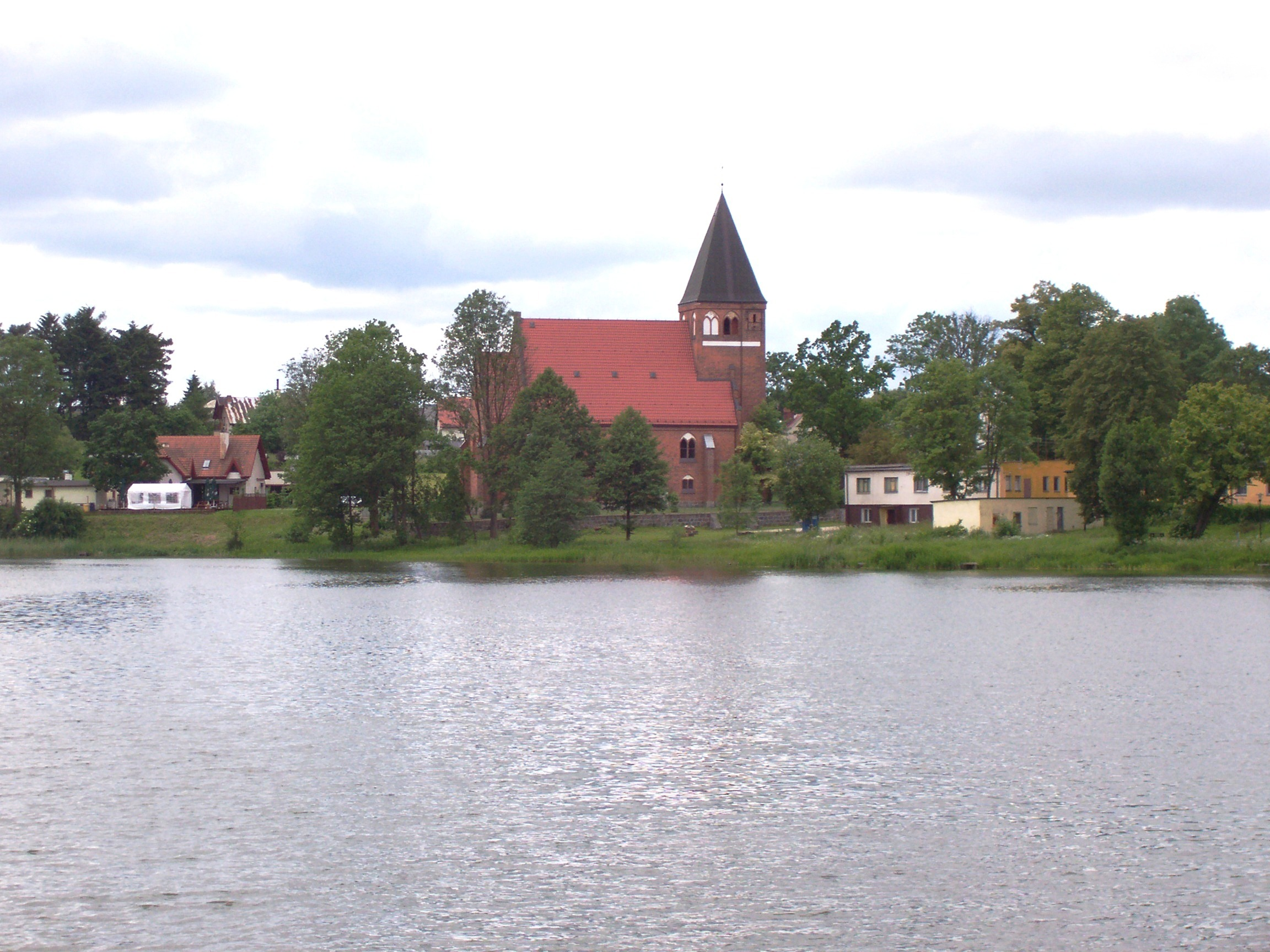
Dorfpanorama mit der Marienkirche von Przywidz (2009)

Das Dorf liegt im ehemaligen Westpreußen, etwa 22 Kilometer westlich von Pruszcz Gdański (Praust) und 28 Kilometer südwestlich von Danzig, am Austritt der Wietcisa (Fitze) aus dem Jezioro Przywidzkie Wielkie (Mariensee) auf einer Höhe von 206 m über dem Meeresspiegel,

## Geschichte
Der Ort wurde erstmals als Priuisa und 1294 als Privisa urkundlich genannt. Im Jahr 1789 wird Mariensee als ein adliges Dorf und Vorwerk mit einer katholischen Kirche, einem Gasthof und einer Wassermühle bezeichnet, das an vier Seen liegt, 27 Feuerstellen (Haushaltungen) aufweist und  sich im Besitz des Generalmajors v. Trzczynski befindet. 1818 kam Mariensee an den preußischen Kreis Karthaus im Regierungsbezirk Danzig (Westpreußen) und mit diesem 1871 an Deutschland. 
Anderthalb Jahre nach dem Ersten Weltkrieg, im Januar 1920, wechselte der Gutsbezirk Mariensee aufgrund der Bestimmungen des Versailler Vertrags zum Kreis Danziger Höhe und mit diesem 1920 bis 1939 zum Mandatsgebiet Danzig des Völkerbundes. Mit Umwandlung der Gutsbezirke 1929 wurde Mariensee zur Gemeinde erhoben. 1939 annektierte das Dritte Reich in einem völkerrechtlich nicht anerkannten Akt das Mandatsgebiet, verleibte es dem neu errichteten besatzungsamtlichen Danzig-Westpreußen ein, zu dem Mariensee als Teil des neuen Landkreises Danzig bis Ende des Zweiten Weltkriegs gehörte. 
Gegen Ende des Zweiten Weltkriegs wurde die Region im Frühjahr 1945 von der Roten Armee besetzt. Im Sommer 1945 übergab die sowjetische Besatzungsmacht gemäß dem Potsdamer Abkommen das Dorf zusammen mit dem ganzen Gebiet der Freien Stadt Danzig, ganz Hinterpommern und dem südlichen Ostpreußen in polnische Verwaltung. Mariensee erhielt den polnischen Namen Przywidz. Soweit die deutschen Einwohner nicht geflohen waren, wurden sie in der Folgezeit größtenteils aus Mariensee vertrieben.

### Bevölkerungsentwicklung bis 1945
| Jahr | Einwohner | Anmerkungen                                    |
| ---- | --------- | ---------------------------------------------- |
| 1816 | 461       | mit Zubehör                                    |
| 1840 | 902       | in 126 Häusern, einschließlich des Gutsbezirks |
| 1852 | 237       | [ 5 ]                                          |
| 1864 | 235       | am 3. Dezember                                 |
| 1871 | 300       | [ 1 ]                                          |
| 1905 | 245       | [ 7 ]                                          |
| 1929 | 426       | [ 8 ]                                          |

### Kirchspiel
Eine neue katholische Kirche wurde im Jahr 1832 eingeweiht, aber erst 1835 mit einem eigenen Geistlichen versehen.
Mariensee verfügte seit 1835 auch über eine evangelische Kirche. Im Jahr 1875 wurden die beiden Dörfer Königlich Schönfließ und Adlig Schönfließ in das evangelische Kirchspiel Mariensee umgepfarrt, das bis 1945 zu wechselnden regionalen Gliederungen der Kirche der Altpreußischen Union gehörte.